# Susan Faye Cannon
Pour les articles homonymes, voir Cannon.
Susan Faye Cannon, née Walter Faw Cannon (15 octobre 1925 à Durham, Caroline du Nord - 6 novembre 1981) est une historienne des sciences américaine.

## Biographie
Fils de James Cannon III (1892-1960), doyen de la Divinity School de l'Université Duke, Walter F. Cannon est diplômé en physique de l'Université de Princeton. Passant à l’histoire des sciences, il obtient son doctorat obtenu à l'Université Harvard en 1956, avec une thèse intitulée « On uniformity and progression in early Victorian cosmography » (De l’uniformité et de la progression dans la cosmographie victorienne primitive). Au début des années 1960, il écrit des articles influents sur la géologie uniformitarienne, le réseau de Cambridge, la tidologie de William Whewell, John Herschel, la relation de Charles Darwin à William Paley, l'anglicanisme libéral et la place générale de la science dans la culture du XIXe siècle. De 1962 à 1979, Cannon, en tant qu’historien des sciences, est conservateur de la collection Physique classique et géosciences de la Smithsonian Institution. Il fonde et est le premier éditeur du Smithsonian Journal of History.
En 1976, Cannon change son nom en Susan Faye Cannon, se désignant par la suite comme une "femme masculine" ('male woman').

## Prix et distinctions
En 1979 Susan Faye Cannon reçoit le prix Pfizer, pour son ouvrage Science in Culture: The Early Victorian Period (New York: Science History Publications, 1978), qui regroupe plusieurs articles précédemment parus qu'elle a actualisés et augmentés. Elle met notamment en lumière le réseau de Cambridge et la fondation de la British Associtation for the Advancement of Science (BAAS). Ce « Cambridge Network » est un petit groupe de philosophes naturels à inclination mathématique, dont le membre le plus connu était William Herschel astronome britannique, également philosophe, physicien, météorologue et pionnier de la photographie.
Le livre est l'objet de multiples recensions et critiques,,.

## Travaux
- "The Problem of Miracles in the 1830s", Victorian Studies 4 (1960), 5-32.
- "The Impact of Uniformitarianism: Two Letters from John Herschel to Charles Lyell, 1836-37", Actes de l'American Philosophical Society 105 (1961) 310-14.
- "The Uniformitarian-Catastrophist Debate", Isis 51 (1960) 38-55.
- "John Herschel and the Idea of Science", Journal de l'histoire des idées, 22 (1961), 215-39
- "Scientists and Broad Churchmen: An Early Victorian Intellectual Network", Journal of British Studies 4 (1964): 65–88.
- (en) Susan Faye Cannon, Science in Culture : The Early Victorian Period, Dawson ; New York : Science History Publ., 1978, 296 p. (ISBN 978-0-7129-0895-5, lire en ligne).